# Presidente de Siria
El Presidente de Siria (en árabe: رئيس سوريا‎; Ra'īs Sūriyā) es el jefe de Estado y de Gobierno de la República Árabe Siria. Dirige el poder ejecutivo y es el comandante en jefe de las Fuerzas Armadas. Representa a la nación en las relaciones internacionales y formaliza tratados con países extranjeros. Están investidos de amplios poderes que pueden ser delegados, a su entera discreción, a sus vicepresidentes. Nombran y destituyen a los miembros del Consejo de Ministros (el gabinete) y a los oficiales militares.

## Listado de presidentes
| #                                        | #       | Foto    | Nombre                                     | Elecciones               | Inicio                   | Final                   | Duración                   | Partido Político                                                         |
| ---------------------------------------- | ------- | ------- | ------------------------------------------ | ------------------------ | ------------------------ | ----------------------- | -------------------------- | ------------------------------------------------------------------------ |
| 1° República Árabe Siria (1961-1963)     |         |         |                                            |                          |                          |                         |                            |                                                                          |
|                                          | 21      |         | Maamun al-Kuzbari (1914-1998)              | —                        | 29 de septiembre de 1961 | 20 de noviembre de 1961 | 1 mes y 21 días            | Independiente                                                            |
|                                          | -       |         | Izzat al-Nuss (1912-1976)                  | —                        | 20 de noviembre de 1961  | 14 de diciembre de 1961 | 2 meses y 24 días          | Militar                                                                  |
|                                          | 22      |         | Nazim al-Kudsi (1906-1998)                 | —                        | 14 de diciembre de 1961  | 8 de marzo de 1963      | 1 año, 2 meses y 25 días   | Partido Popular                                                          |
| 2° República Árabe Siria (1963-2024)     |         |         |                                            |                          |                          |                         |                            |                                                                          |
|                                          | 23      |         | Luai al-Atassi (1926-2003)                 | —                        | 9 de marzo de 1963       | 27 de julio de 1963     | 4 meses y 18 días          | Militar/Partido Baaz Árabe Socialista                                    |
|                                          | 24      |         | Amin al-Hafiz (1921-2009)                  | —                        | 27 de julio de 1963      | 23 de febrero de 1966   | 2 años, 6 meses y 27 días  | Militar/Partido Baaz Árabe Socialista                                    |
|                                          | 25      |         | Nureddin al-Atassi (1929-1992)             | —                        | 25 de febrero de 1966    | 18 de noviembre de 1970 | 4 años, 8 meses y 21 días  | Militar/Partido Baaz Árabe Socialista - Región Siria                     |
|                                          | 26      |         | Ahmad al-Khatib (1933-1982)                | —                        | 18 de noviembre de 1970  | 12 de marzo de 1971     | 3 meses y 24 días          | Partido Baaz Árabe Socialista - Región Siria                             |
|                                          | 27      |         | Háfez al-Ásad (1930-2000)                  | 1971 1978 1985 1991 1999 | 12 de marzo de 1971      | 10 de junio de 2000     | 29 años, 2 meses y 29 días | Partido Baaz Árabe Socialista - Región Siria/Frente Nacional Progresista |
|                                          | -       |         | Abdul Halim Khaddam (interino) (1932-2020) | —                        | 10 de junio de 2000      | 17 de julio de 2000     | 1 mes y 7 días             | Partido Baaz Árabe Socialista - Región Siria/Frente Nacional Progresista |
|                                          | 28      |         | Bashar al-Ásad (1965-)                     | 2000 2007 2014 2021      | 17 de julio de 2000      | 8 de diciembre de 2024  | 24 años, 5 meses y 21 días | Partido Baaz Árabe Socialista - Región Siria/Frente Nacional Progresista |
| 3° República Árabe Siria (2024-presente) |         |         |                                            |                          |                          |                         |                            |                                                                          |
| Vacante                                  | Vacante | Vacante | Vacante                                    | Vacante                  | 8 de diciembre de 2024   | 29 de enero de 2025     | 1 mes y 21 días            | Bajo un gobierno de transición                                           |
|                                          | 29      |         | Ahmed al-Charaa (1982-)                    | —                        | 29 de enero de 2025      | Actualmente en el cargo | Actualmente en el cargo    | Hayat Tahrir al-Sham                                                     |